# (11499) Duras
(11499) Duras – planetoida z grupy pasa głównego asteroid okrążająca Słońce w ciągu 3 lat i 115 dni w średniej odległości 2,22 j.a. Została odkryta 2 września 1989 roku w obserwatorium w Haute Provence przez Erica Elsta. Nazwa planetoidy pochodzi od Marguerite Duras (1914-1996), francuskiej pisarki. Przed nadaniem nazwy planetoida nosiła oznaczenie tymczasowe (11499) 1989 RL.